# Gunnel Åsbrink
Gunnel Helena Åsbrink, född 8 september 1943 i Stockholm, är en svensk tecknare.
Hon är dotter till byrådirektören Alexis Åsbrink och Molly Åsbrink-Bergengren född Hallborg och dotterdotter till Hildur Helène Hallenborg-Nordwall. Åsbrink studerade reklam och teckning. Hon har varit verksam som tidnings och bokillustratör bland annat illustrerade hon Gereon Brodins Musikordbok 1940. Hennes konst består av figurer och porträtt tecknade i tusch eller blyerts.